# かおりくみこ
かおり くみこ（1957年7月20日 - ）は、日本のアニメソング歌手である。本名は、小野木久美子（おのぎ くみこ）。岐阜県関市出身。駒沢学園女子高等学校卒業。愛称は「くみ」。　

## 人物・来歴
1967年、10歳のときに『日清ちびっこのどじまん』に出場し、第2回日本一大会優勝。1970年、本名の「小野木久美子」で日本コロムビアから歌手デビュー。当初はジュニアポップス歌手だった。
1972年放送の『樫の木モック』のテーマソングを皮切りにアニメソング歌手に転向するも1974年に『君こそスターだ!』に出場、ここでもグランドチャンピオンを獲得。それをきっかけに、一度CBSソニー（現・ソニー・ミュージックエンタテインメント）に移籍し、「三純和子（みすみ かずこ）」の芸名でポップス歌手として活動したが、すぐにコロムビアに復帰し、アニメソングにも復帰した。

## 補足・エピソード
- 中学卒業まで岐阜県関市で過ごす。『樫の木モック』も岐阜でのレコーディングだった[1]。
- 横浜市の放送ライブラリーでは前述の『日清ちびっこのどじまん・第2回日本一大会』（白黒・VTR）が公開されており、同作中で『アパッチ・アワワ』（同番組から生まれた「ちびっこソング」の一つ）を歌唱する当人の小学4年生当時の姿を視聴することができる。

## 代表的な作品

### 小野木久美子名義
| 発売日     | 番号       | 楽曲タイトル         | 番組名、収録盤等                               | 備考、デュエット・コーラス等                    |
| ---------- | ---------- | -------------------- | ---------------------------------------------- | ----------------------------------------------- |
| 1969/02    | SKK(H)1003 | じゃがいもちゃん     | あつまれ！ちびっこ VOL.2                       |                                                 |
| 〃         | 〃         | たたかえ女の子       | 〃                                             |                                                 |
| 1969/02    | KR(H)1049S | きらいなあいつ       | あつまれ！ちびっこ VOL.3                       |                                                 |
| 1969/03    | CPS-47     | たのしいおしゃべり   | ちびっこのどじまん                             |                                                 |
| 1969/03    | CPS-48     | おれはおやぶん       | ちびっこのどじまん                             | （オリジナルは中村晃子）                        |
| 1969/11    | CPS-57     | ひっちゃかめっちゃか | ちびっこのどじまん                             |                                                 |
| 1970/06/10 | C-3105     | 白い鳩をみた         | ジュニア・ポップス・シリーズ                   | （デビューシングル）                            |
| 〃         | 〃         | 夕暮れの鐘           |                                                |                                                 |
| 1972/01/25 | SCS-151    | 樫の木モック         | 『樫の木モック』OP                             | コロムビアゆりかご会                            |
| 〃         | 〃         | ボクは悲しい木の人形 |                                                | ムーン・ドロップス                              |
| 1972/03    | KKS-20081  | なんたって18才       | 「うちこめ！青春」                             | （オリジナルは岡崎友紀）                        |
| 〃         | 〃         | サインはV            |                                                | （オリジナルは麻里圭子&横田年昭とリオ・アルマ） |
| 〃         | 〃         | アテンションプリーズ |                                                | （オリジナルはザ・バーズ）                      |
| 1972/03    | KKS-20082  | ライダーの子守うた   | ｢仮面ライダー ヒット・ソング集｣                | 劇中本編では未使用。インストのみ。              |
| 1972/04/25 | SCS-156    | 魔法のワルツ         | 『魔法使いチャッピー』                         |                                                 |
| 1972/04/25 | SCS-160    | 1・2・3と4・5・ロク  | 『1・2・3と4・5・ロク』OP                      | コロムビアゆりかご会                            |
| 〃         | 〃         | 人間は神様じゃない   | 『1・2・3と4・5・ロク』ED                      | コロムビアゆりかご会                            |
| 1972/09    | KKS-4057   | ゴーゴーモック       | 「モックと遊ぼう 樫の木モック ヒットソング集」 | コロムビアゆりかご会                            |
| 〃         | 〃         | 旅ゆくモック         |                                                | ハニー・ナイツ                                  |
| 〃         | 〃         | モックのクリスマス   |                                                | コロムビアゆりかご会                            |
| 〃         | 〃         | 許してお爺ちゃん     |                                                | ハニー・ナイツ                                  |
| 1973/06/10 | KKS-4073   | さやかのテーマ       | 「ぼくらのマジンガーZ」（LP）                  |                                                 |
| 1979/05/01 | PK-152     | マジカル・ナイト     | 『ザ・スーパーガール』ED                       |                                                 |

### 小野木久美 名義
| 発売日  | 番号   | 楽曲タイトル             |
| ------- | ------ | ------------------------ |
| 1971/08 | CD-122 | 恋はマジック・クラッカー |
| 〃      | 〃     | はじめて恋を             |

### 三純和子 名義
| 発売日  | 番号    | 楽曲タイトル       |
| ------- | ------- | ------------------ |
| 1975/05 | ECLB-23 | 彼によろしく       |
| 〃      | 〃      | 幼い頃             |
| 1975/11 | ECLB-29 | 書きかけの手紙     |
| 〃      | 〃      | 幼ななじみの同い年 |

### かおりくみこ 名義
| 発売日     | 番号      | 楽曲タイトル                               | 番組名、収録盤等                                                        | 備考、デュエット・コーラス等                                      |
| ---------- | --------- | ------------------------------------------ | ----------------------------------------------------------------------- | ----------------------------------------------------------------- |
| 1977/11/10 | SCS-385   | 若草のシャルロット                         | 『若草のシャルロット』OP                                                |                                                                   |
| 〃         | 〃        | メイ フラワー                              | 『若草のシャルロット』ED                                                | フィーリング・フリー                                              |
| 1978/01/25 | SCS-395   | 青春虹の橋                                 | 『がんばれ!レッドビッキーズ』OP                                         | こおろぎ'73                                                       |
| 1978/04/01 | CK-1005   | 結婚行進曲                                 | ぱくぱくポケットレコード                                                | 大倉正丈                                                          |
| 1978/04/10 | SCS-410   | エリカのバラード                           | 『闘将ダイモス』ED                                                      | 大倉正丈                                                          |
| 1978/08    | CS-7070   | ミーメのエレジー                           | ｢宇宙海賊キャプテンハーロック 主題歌/挿入歌集｣                          | アニメ本編では未使用                                              |
| 1978       | SCS-439   | 行ってしまったアッコちゃん                 | 『とびだせ!パンポロリン』                                               | ザ・チャープス                                                    |
| 1979/01/01 | CS-7089   | 二人の祈り                                 | 「闘将ダイモス｣（LP）                                                   | 大倉正丈、神代ユースコーラス                                      |
| 〃         | 〃        | 愛の神話                                   |                                                                         | 大倉正丈                                                          |
| 1979/01    | SCS-458   | あいうえお                                 | 『とびだせ!パンポロリン』                                               |                                                                   |
| 〃         | 〃        | 雪の精のうた                               |                                                                         |                                                                   |
| 1979/04    | SCS-475   | パパがすきな子てをあげて                   | 『とびだせ!パンポロリン』                                               | コロムビアゆりかご会                                              |
| 1979/05/10 | SCS-481   | 青春フィーバー（コンバット・マーチ）       | 『ドカベン』OP3                                                         | （コロムビア・オールスターズの一員として）                        |
| 〃         | 〃        | 太陽の子                                   | 「ドカベン]ED3                                                          | （コロムビア・オールスターズの一員として）                        |
| 1979/07    | CQ-7024   | こねこと白い仔馬                           | 「かざぐるま」 1976年の万里子の同名アルバム（エレックレコード）のカバー | 作詞：萩尾望都                                                    |
| 〃         | 〃        | 退屈な時                                   | 「かざぐるま」 1976年の万里子の同名アルバム（エレックレコード）のカバー | 作詞：河あきら                                                    |
| 〃         | 〃        | 秋からの手紙                               | 「かざぐるま」 1976年の万里子の同名アルバム（エレックレコード）のカバー | 作詞：花村えい子                                                  |
| 〃         | 〃        | 私の愛したオウム                           | 「かざぐるま」 1976年の万里子の同名アルバム（エレックレコード）のカバー | 作詞：ささやななえ                                                |
| 〃         | 〃        | 私は飛べない鳥                             | 「かざぐるま」 1976年の万里子の同名アルバム（エレックレコード）のカバー | 作詞：灘しげみ                                                    |
| 〃         | 〃        | ジョカへ・・・・・・                       | 「かざぐるま」 1976年の万里子の同名アルバム（エレックレコード）のカバー | 作詞：大島弓子                                                    |
| 〃         | 〃        | 夏の暖炉                                   | 「かざぐるま」 1976年の万里子の同名アルバム（エレックレコード）のカバー | 作詞：竹宮恵子                                                    |
| 〃         | 〃        | 12月のソルベーグ                           | 「かざぐるま」 1976年の万里子の同名アルバム（エレックレコード）のカバー | 作詞：水野英子                                                    |
| 〃         | 〃        | こんこん雪の砂糖漬け                       | 「かざぐるま」 1976年の万里子の同名アルバム（エレックレコード）のカバー | 作詞：木原敏江                                                    |
| 〃         | 〃        | 乙女座の伝説                               | 「かざぐるま」 1976年の万里子の同名アルバム（エレックレコード）のカバー | 作詞：牧美也子                                                    |
| 〃         | 〃        | ふたりぼっち                               | 「かざぐるま」 1976年の万里子の同名アルバム（エレックレコード）のカバー | 作詞：里中満智子                                                  |
| 〃         | 〃        | 心は風見鳥のように                         | 「かざぐるま」 1976年の万里子の同名アルバム（エレックレコード）のカバー | 作詞：樹村みのり                                                  |
| 1979/08/01 | CK-539    | やさしくしないで                           | 『銀河鉄道999』劇場版                                                   |                                                                   |
| 1979/09/25 | CS-7132   | ボクはお猿の機関士で                       | 丘灯至夫作詩生活40年記念レコード                                        | ささきいさお、堀江美都子、大杉久美子、水木一郎、こおろぎ'73       |
| 1979/10/01 | CS-7141   | どうぶつえんのこもりうた                   | 「まんがこども文庫 今月の歌から」                                       |                                                                   |
| 1980/02    | SCS-495   | 思い出のアルバム                           | 『とびだせ!パンポロリン』                                               | 中井幹子、コロムビアゆりかご会                                    |
| 〃         | 〃        | マイデイ                                   |                                                                         | コロムビアゆりかご会                                              |
| 1980/03/01 | CS-7173   | とびだせ!パンポロリン                      | 「とびだせ!パンポロリン 思い出のアルバム」                              | ギャングス                                                        |
| 〃         | 〃        | げんこつやまのたぬきさん                   |                                                                         | コロムビアゆりかご会                                              |
| 1980/03/25 | CS-7174   | 愛の星 フランソワーズ                      | ｢サイボーグ009 主題歌・挿入歌集｣                                        |                                                                   |
| 1980/04/01 | SCS-542   | レッド・ブルー・イエロー                   | 『宇宙大帝ゴッドシグマ』ED                                              | こおろぎ'73、コロムビアゆりかご会                                 |
| 1980/05/01 | CQ-7043   | LOVE                                       | ｢ムーの白鯨 テーマ音楽集｣                                               |                                                                   |
| 1980/05/01 | SCS-547   | 愛はいつ?                                  | 『若草物語』                                                            | 堀江美都子                                                        |
| 1980/06    | CS-7199   | 四季・モンコ                               | 「がんばれゴンベ ヒット曲集」                                           |                                                                   |
| 1980/06/25 | CK-565    | 想い出なみだ色                             | 『銀河鉄道999』(TV)                                                     |                                                                   |
| 〃         | 〃        | レリューズのテーマ                         |                                                                         | （ナレーション＝レリューズの声）                                  |
| 1980/10/10 | CK-575    | 湧きあがれ雲                               | 『天を走れ！愛馬マックス』OP                                            |                                                                   |
| 〃         | 〃        | ひとつの愛のうた                           | 『天を走れ！愛馬マックス』ED                                            |                                                                   |
| 1981/02    | GX-7042   | 竹とんぼ                                   | 「NHKテレビ あなたのメロディー から 竹とんぼ」                          | ザ・チャープス                                                    |
| 〃         | 〃        | 真冬の色                                   |                                                                         |                                                                   |
| 〃         | 〃        | 冬の小雨                                   |                                                                         |                                                                   |
| 〃         | 〃        | ひとりごと                                 |                                                                         |                                                                   |
| 1981/05    | CZ-7107   | スーパーウーマンゼロガールズ               | 「太陽戦隊サンバルカン ヒット曲集」                                     |                                                                   |
| 1981/07    | CZ-7117   | しずかちゃんのうた                         | 「ドラえもんのバラエティ・ジョッキー3」                                 |                                                                   |
| 1981/07    | CK-613-DR | ひつじのぐるぐる                           | ミッキーレコードこどものうた                                            | コロムビアゆりかご会                                              |
| 1981/07/25 | CK-619    | 花たちの日々                               | 『恐怖伝説 怪奇！フランケンシュタイン』ED                               |                                                                   |
| 1981/07/25 | CZ-7120   | 小さな手                                   | 「タイガーマスク二世」（LP）                                            |                                                                   |
| 1981/08/01 | CH-103    | さ・よ・な・ら（SAYONARA日本語版）         | 映画『さよなら銀河鉄道999-アンドロメダ終着駅-』                         | 単に「さよなら」と表記される場合もある                            |
| 1981/09/25 | CZ-7125   | まほろば伝説（カヴァー・ヴァージョン）     | 「松本零士のすべて SFロマンの世界」                                     | （オリジナルは石川まなみ）                                        |
| 1981/11    | CZ-7156   | 勝平 My Love                               | 「ダッシュ勝平 ベストヒット曲集」                                       | ザ・チャープス                                                    |
| 1981       | CK-637    | 夕陽のメロディー                           | 『こども名作劇場』                                                      |                                                                   |
| 〃         | 〃        | もう一度逢えますか                         |                                                                         |                                                                   |
| 1982/07/21 | CK-660    | Ｌはラブリー                               | 『The かぼちゃワイン』OP                                                | ザ・チャープス                                                    |
| 1982/07/21 | CX-7059   | スターダスト・ストーリー                   | 「超人ロック ～ロード・レオン～」                                       |                                                                   |
| 〃         | 〃        | 愛のオデッセイ                             |                                                                         | ハーリー木村                                                      |
| 1982/09    | CZ-7192   | ツバメの子もりうた                         | ｢忍者ハットリくん 忍法あらかると｣（LP）                                 |                                                                   |
| 〃         | 〃        | 呼んでごらんよハットリくん                 |                                                                         |                                                                   |
| 1982/10/21 | CQ-7073   | 恋するロックンロール                       | 「The かぼちゃワイン ベストヒット曲集」                                 |                                                                   |
| 〃         | 〃        | トキメキ・サンシャイン                     |                                                                         |                                                                   |
| 〃         | 〃        | おやすみ恋人                               |                                                                         |                                                                   |
| 1983/03    | CZ-7212   | とら                                       | 「たのしくかける えかきうた」                                           |                                                                   |
| 〃         | 〃        | ライオン                                   |                                                                         |                                                                   |
| 〃         | 〃        | ぶた                                       |                                                                         |                                                                   |
| 〃         | 〃        | うま                                       |                                                                         |                                                                   |
| 〃         | 〃        | とんぼ                                     |                                                                         |                                                                   |
| 〃         | 〃        | てんとうむし                               |                                                                         |                                                                   |
| 〃         | 〃        | かめ                                       |                                                                         |                                                                   |
| 〃         | 〃        | かに                                       |                                                                         |                                                                   |
| 〃         | 〃        | つる                                       |                                                                         |                                                                   |
| 1983/03    | CX-7089   | Fire Dancing                               | 「未来警察ウラシマン 音楽集」                                           |                                                                   |
| 1983/05    | CK-685    | 気になるエトセトラ                         | 『The かぼちゃワイン』                                                  | スカッシュ                                                        |
| 1983/07    | CX-7108   | Boogie-Woogie Cat                          | 「未来警察ウラシマン 音楽集Vol.2」                                      |                                                                   |
| 1983/11    | CX-7128   | 恋のめざめ                                 | 「ロマン・トリップ 銀河創世紀伝 聖戦士キリー」                          | こおろぎ'73                                                       |
| 1984/03/21 | CK-712    | ハートフル ホットライン                    | 『ビデオ戦士レザリオン』ED                                              |                                                                   |
| 1984/04    | CX-7156   | サルサパラトピア                           | 「OKAWARI-BOY スターザンS 音楽集」（『OKAWARI-BOY スターザンS』ED2）    | アイ高野、Shines                                                  |
| 1984/04/21 | CX-7157   | LADY LOVE ~恋のバレリーナ~                 | 「別冊少女フレンド創刊20周年記念増刊号」                                |                                                                   |
| 1984/07/21 | CQ-7091   | 忘れないでForever                          | 「ビデオ戦士レザリオン 音楽集」                                         |                                                                   |
| 1984/12/01 | CZ-7261   | ガンモ・ドキッ！（カヴァー・ヴァージョン） | ｢テレビまんがベスト16 男の子向き｣                                       | こおろぎ'73、（オリジナルはスージー・松原）                       |
| 1985/03/21 | CX-7215   | 罪な物語                                   | 「羽根くん」                                                            |                                                                   |
| 1986/02    | CQ-7107   | つかまえてマイヒーロー                     | ｢キン肉マン4｣                                                           | 中島千里（セリフ）                                                |
| 1986/08/01 | CX-7280   | ストロベリー探偵団                         | 「講談社 なかよし作品集 NAKAYOSI SONG COLLECTION」                      |                                                                   |
| 〃         | 〃        | ふたりのメトロノーム                       |                                                                         |                                                                   |
| 1986/09    | CX-7285   | 宇宙のラビリンス                           | 「ルーツ・サーチ 食心物体X オリジナル・サウンドトラック」               |                                                                   |
| 1986/12/21 | CX-7293   | パンツァー･メッフェン~ローラとスージー~    | 「デルパワーX 爆発みらくる元気!! オリジナル・サウンドトラック」         | 大杉久美子                                                        |
| 〃         | 〃        | がんばれ！まーなーみー！                   |                                                                         | 堀江美都子、大杉久美子、山野さと子、橋本潮、水木一郎、こおろぎ'73 |
| 1987/03/01 | AH-801    | 恋の星ステラ                               |                                                                         |                                                                   |
| 〃         | 〃        | 乙女座からのウィスパー                     |                                                                         |                                                                   |
|            |           |                                            |                                                                         |                                                                   |
|            |           | あいうえおともだち                         |                                                                         |                                                                   |
|            |           | あいつのハンググライダー                   | 「NHKみんなのうた」                                                     | （オリジナルは西島三重子）                                        |
|            |           | 愛の旅立ち                                 | 「NHKみんなのうた」                                                     | （オリジナルは冴木杏奈）                                          |
|            |           | 赤い糸                                     | 「NHKみんなのうた」                                                     | （オリジナルは芹洋子）                                            |
|            |           | 赤い帽子                                   | 「NHKみんなのうた」                                                     | （オリジナルは下成佐登子）                                        |
|            |           | 赤い帽子白い帽子                           |                                                                         | 森の木児童合唱団                                                  |
|            |           | あったかいね                               |                                                                         | 瀬戸口清文                                                        |
|            |           | 糸まきたいそう                             |                                                                         | こおろぎ'73                                                       |
|            |           | うさぎ                                     |                                                                         | 森の木児童合唱団                                                  |
|            |           | お山のお猿                                 |                                                                         | 森の木児童合唱団                                                  |
|            |           | 風はともだち                               |                                                                         | セトちゃんず                                                      |
|            |           | 昨日 今日 明日                             | 「NHKみんなのうた」                                                     | （オリジナルは香坂みゆき）                                        |
|            |           | 雲が晴れたら                               | 「NHKみんなのうた」                                                     | （オリジナルは彩恵津子）                                          |
|            |           | 白い道                                     | 「NHKみんなのうた」                                                     | （北原ミレイ［リメイク版］のカヴァー）                            |
|            |           | すすきの丘                                 |                                                                         | 東京放送児童合唱団                                                |
|            |           | 船頭さん                                   |                                                                         |                                                                   |
|            |           | だいすきっちゅ                             |                                                                         | 瀬戸口清文、白石さやか（森の木児童合唱団）                        |
|            |           | 通りゃんせ                                 |                                                                         | 森の木児童合唱団                                                  |
|            |           | 仲よし小道                                 |                                                                         | 森の木児童合唱団                                                  |
|            |           | 夏からのプレゼント                         | 「NHKみんなのうた」                                                     | （オリジナルは渡辺満里奈）                                        |
|            |           | ぬくもり                                   | 「NHKみんなのうた」                                                     | （オリジナルは西田さゆり）                                        |
|            |           | ははとこおんど                             | 運動会用レコード                                                        | コロムビアゆりかご会                                              |
|            |           | パンダちゃんたいそう                       |                                                                         | こおろぎ'73                                                       |
|            |           | ひかりのシャワー                           |                                                                         | 森の木児童合唱団、こおろぎ'73                                     |
|            |           | ぼうが一本あったとさ                       |                                                                         | 森の木児童合唱団                                                  |
|            |           | モモタロウ                                 |                                                                         | 森の木児童合唱団                                                  |
|            |           | りんごのひとりごと                         |                                                                         |                                                                   |
|            |           | 忘れないで                                 |                                                                         |                                                                   |

## テレビ出演
- 『夜のヒットスタジオ』(三純和子名義)1975年7月14日 （CX）
- 『とびだせ! パンポロリン』（ANB）3代目お姉さんとして、1978年10月 - 1980年3月まで出演[2]。愛称は「くみちゃん」。
- 『ザ・スーパーガール』第31話「異常夫婦の危険なレイプ」（1979年10月、12CH） - 新谷ナツ子

※劇中で「退屈な時」「秋からの手紙」が挿入歌として使われた。

## ラジオ出演
- 『くみのハッピータイム』（岐阜放送）
- 『気まぐれジョッキー』（栃木放送）
- 『くみのピロートーク』（九州朝日放送）

## 声の出演
- 『コラルの探検』（コラルのおかあさん）
- 『銀河鉄道999』（レリューズ）
- 『101ぴきわんちゃん大行進』※ディズニーよいこの名作童話集（アニタ、クルエラ）規格品番30CC-2076、1987年12月21日発売

## アルバム
- かおりくみこ　ベストヒット14（1980年10月25日）
- かおりくみこ　スーパー・ベスト（2006年6月28日）